# Mourir à tue-tête
Pour plus de détails, voir Fiche technique et Distribution.
Mourir à tue-tête est un film québécois mi-fictif mi-documentaire réalisé en 1979 par Anne Claire Poirier et dont le thème est le viol.

## Synopsis
Suzanne, une infirmière qui revient de son travail, est enlevée par un homme qui l'embarque à l'arrière de sa camionnette. Il la bat, l'insulte, découpe ses vêtements, lui crie sa haine de toutes les femmes et la viole.
Cette scène est vue sur la table de montage par la réalisatrice et sa monteuse. Elles s'interrogent sur ce qui est représentatif du violeur dans ce comportement. Elles s'entendent finalement sur le fait que le violeur peut être n'importe qui.
Suzanne, rentrant chez elle, appelle son compagnon, Philippe pour qu'il la rejoigne d'urgence. Il appelle la police. Au poste de police, Suzanne subit un interrogatoire froid et inhumain.
Six femmes violées sont dans un pseudotribunal. Le juge s'emploie à minimiser le viol, leur explique qu'elles n'ont pas de preuve, et face à une femme violée par son mari, que la loi canadienne exclut le mariage des cas de viol. L'une d'elles fait entrer un groupe de fillettes. Le juge veut les faire sortir : ce n'est pas de leur âge. Elle répond qu'elles sont à leur place : toutes sont des enfants violées.
La réalisatrice interview Suzanne et la fait parler du violeur et de son vécu. Ce qui l'a marquée chez le violeur c'est son mépris et son absence de désir. Elle était muselée par la peur et la honte. Le pire n'a pas été le viol de son corps, c'est le viol de son âme.
Philippe voudrait retrouver une vie normale avec elle, mais il a de plus en plus de mal à supporter sa prostration. Il tente de lui dire qu'il l'aime, d'avoir un rapport physique avec elle, mais elle s'en dit incapable. Philippe sort. Suzanne finit par se suicider.
La réalisatrice et la monteuse réagissent différemment à cette mort. Pour la monteuse, une femme peut trouver la force de s'en sortir. Pour la réalisatrice, elle ne peut pas s'en sortir bien. La monteuse lui demande si la femme qui a été à la base de son enquête s'est réellement suicidée. Oui, elle l'a fait, répond-elle.

## Fiche technique
- Titre : Mourir à tue-tête
- Titre anglophone : A Scream of Silence
- Réalisation : Anne Claire Poirier
- Scénario : Marthe Blackburn et Anne Claire Poirier
- Montage : André Corriveau
- Photographie : Michel Brault
- Musique : Maurice Blackburn
- Son : Joseph Champagne
- Production : Jacques Gagné
- Société de production : Office national du film du Canada
- Pays :  Canada
- Durée : 96 minutes
- Langue : Français
- Format : Couleur
- Date de sortie: 14 septembre 1979
- Budget : $400 000

## Distribution
- Julie Vincent : Suzanne
- Germain Houde : le violeur
- Paul Savoie : Philippe, le conjoint de Suzanne
- Monique Miller : la réalisatrice
- Micheline Lanctôt : la monteuse
- Luce Guilbeault : une cliente
- Christiane Raymond : la disciple
- Louise Portal : la comédienne
- Muriel Dutil : l'épouse
- Julie Morand : la secrétaire
- Léo Munger : une violée
- Pierre Gobeil : le policier
- Jean-Pierre Masson : la voix du juge
- Michèle Mercure : la sœur de Philippe
- André Pagé : le gynécologue

## Autour du film
- Le film se veut mi-fictif mi-documentaire. Il veut obliger le spectateur à se poser certaines questions: Pourquoi le viol existe-t-il? Est-ce naturel pour une femme d'être violée? Comment la justice des hommes traite-t-elle le viol?
- Le viol individuel est traité principalement mais on y voit également des images d'archives parfois choquantes sur le viol rituel (la clitoridectomie) et le viol de masse (celui des Vietnamiennes pendant la guerre du Viêt Nam).
- La réalisatrice Anne Claire Poirier est jouée dans le film par Monique Miller qui y discute avec sa responsable du montage (Micheline Lanctôt) sur la façon de traiter le viol dans son film.
- Le film a été tourné à Montréal du 24 avril au 31 août 1978. Il est passé en avant-première au festival de Cannes le 18 mai 1979.